# Institute for Advanced Study

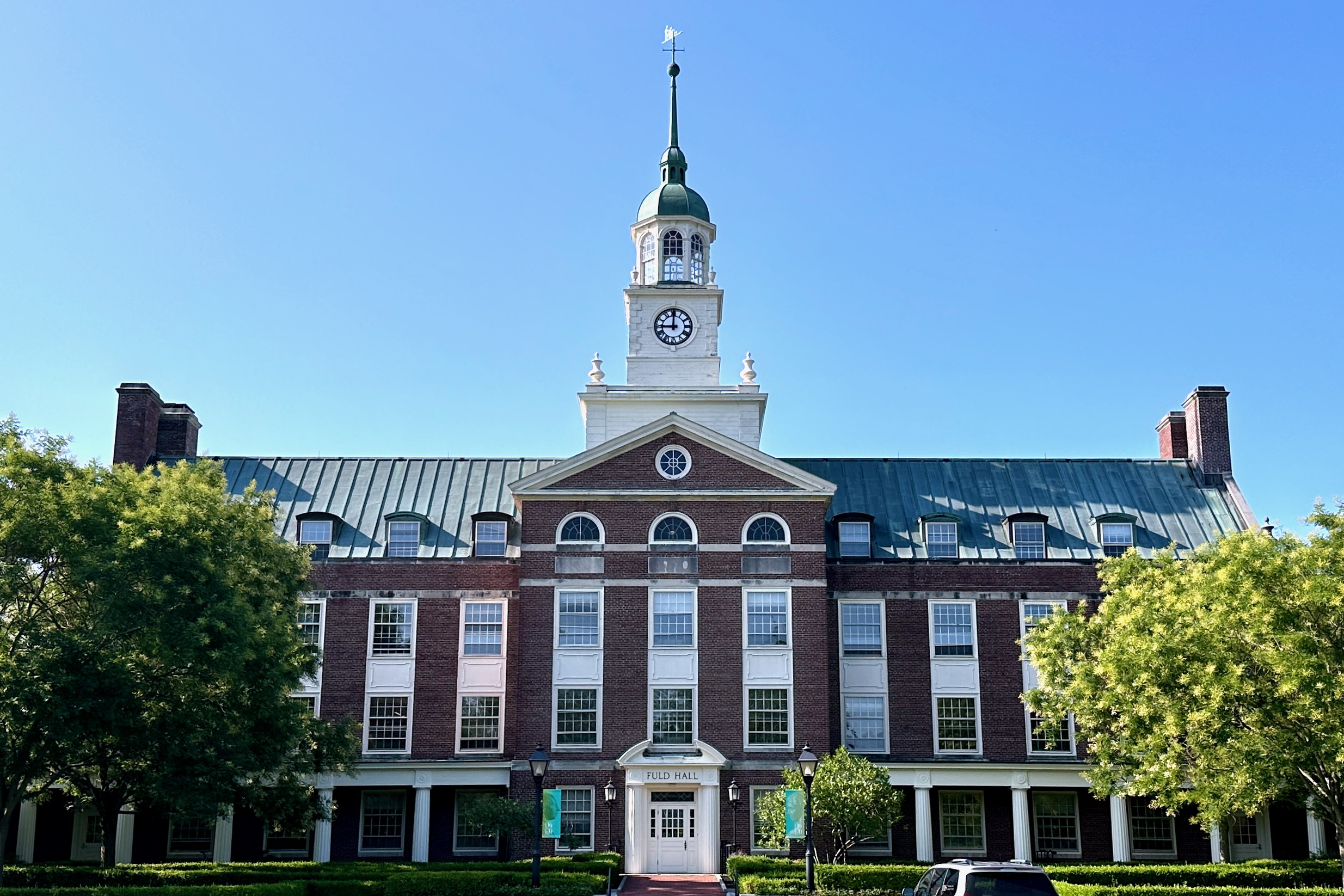
Fuld Hall

L'Institute for Advanced Study è un centro di ricerca teorica e si trova a Princeton (New Jersey), negli Stati Uniti d'America. L'istituto è forse meglio conosciuto come la sede accademica di Albert Einstein, John von Neumann e Erwin Panofsky, dopo la loro emigrazione negli Stati Uniti. Alcuni degli scienziati più noti per aver lavorato all'Institute sono stati Kurt Gödel, J. Robert Oppenheimer, Nils Aall Barricelli, Erwin Panofsky, Homer A. Thompson, John von Neumann, George F. Kennan e Hermann Weyl.
Ci sono altri istituti di studi avanzati negli USA ed altrove nel mondo ispirati al modello di Princeton. L'Institute non ha legami formali con la vicina Università di Princeton o altri istituti di formazione, tuttavia, fin dalla sua fondazione, ha stretto forti legami di collaborazione con Princeton. È stato fondato nel 1930 dai filantropi Louis Bamberger e Caroline Bamberger Fuld; il primo direttore è stato Abraham Flexner.

## Storia
L'Institute è stato fondato nel 1930 da Louis Bamberger e Caroline Bamberger Fuld con i proventi del loro grande magazzino a Newark, New Jersey. I figli Bamberger tolsero i loro soldi dal mercato azionario poco prima del crollo del 1929, e il loro intento originale era di esprimere la loro gratitudine allo Stato del New Jersey attraverso il finanziamento di un istituto medico. Fu poi l'intervento del loro amico Abraham Flexner, il noto teorico dell'educazione, che li convinse ad investire il loro denaro al servizio di una ricerca più astratta.
Varie biografie di Albert Einstein hanno affermato che l'Institute fu fondato espressamente per ospitare gli emigrati ebrei (compresi Einstein e Von Neumann) che l'università di Princeton rifiutò di assumere a causa del suo istituzionale antisemitismo. Tuttavia l'università di Princeton aveva alcuni ebrei nella propria facoltà, incluso Solomon Lefschetz in matematica, e la facoltà di matematica all'Institute aveva quattro membri non ebrei: Oswald Veblen, James Alexander, Marston Morse, e Hermann Weyl (sebbene Weyl fosse sposato con una donna ebrea). Il ruolo dell'antisemitismo nella fondazione dell'Institute è perciò poco chiaro.
Il fisico italiano Tullio Regge è stato membro di questo istituto dal 1964.

## Descrizione

### Le scuole
L'Istituto si compone di quattro scuole: studi storici, matematica, scienze naturali e scienze sociali, e inoltre un più recente programma in biologia dei sistemi. La scuola è composta da una facoltà permanente di 27 membri, e ogni anno vengono assegnate 190 borse di studio a Visiting Members, provenienti da oltre 100 università e istituti di ricerca. L'attuale preside è il dottor Peter Goddard.
All'Institute non ci sono corsi di laurea o attrezzature sperimentali, la ricerca è finanziata da donazioni e sovvenzioni — non si mantiene con 
tasse d'iscrizione o rette. La ricerca non è mai a contratto o supervisionata; è affidato individualmente a ogni ricercatore di raggiungere i suoi personali obiettivi.
Non fa parte di nessuna istituzione educativa; tuttavia, la vicinanza con la Princeton University (meno di tre miglia dai suoi dipartimenti di scienze al comprensorio dell'Institute) significa che ci sono stretti rapporti informali e un gran numero di collaborazioni sono nate negli anni. (L'institute è stato ospitato all'interno dell'Università di Princeton — nella struttura che era chiamata Jones Hall, che fu poi il dipartimento di matematica di Princeton — per 6 anni, dalla sua inaugurazione nel 1933, finché la Fuld Hall non fu completata e inaugurata nel 1939. Questo fatto ha alimentato fin dall'inizio la sbagliata idea che fosse parte di Princeton, una idea che non è mai stata completamente sradicata.)

### Direttori
- Abraham Flexner il primo direttore dell'Institute (1930–1939).
- Frank Aydelotte (1939–1947).
- J. Robert Oppenheimer, (1947–1966).
- Carl Kaysen, (1966–1976).
- Harry Woolf, (1976–1987).
- Marvin L. Goldberger, (1987–1991).
- Phillip Griffiths, (1991–2003).
- Peter Goddard (2004–).

### Facoltà
L'Institute ha ospitato alcuni dei più rinomati pensatori del XX e XXI secolo, tra cui Albert Einstein, Ernst Kantorowicz, Kurt Gödel, Claude Shannon, T. D. Lee and C. N. Yang, J. Robert Oppenheimer, Nils Aall Barricelli,John von Neumann, Enrico Bombieri, Freeman J. Dyson, André Weil, Hermann Weyl, Harish-Chandra, Joan W. Scott, Frank Wilczek, Edward Witten, Albert O. Hirschman, George F. Kennan e Linda Zerilli, per nominare giusto alcuni dei più noti.

## Altri Istituti di Studi Avanzati
Ci sono numerosi centri accademici nominati come luoghi di "Advanced Study" in tutto il mondo, ma Princeton con sede nel New Jersey è l'istituzione originale su cui tutte le altre sono basate. Il SIAS (acronimo di "Some Institutes for Advanced Study") è un consorzio di istituzioni di questo tipo.